# Conceição Nova
Conceição Nova foi uma paróquia e freguesia portuguesa do concelho de Lisboa, fundada em 1568 e extinta em 1959, que compreendia uma parte da Baixa de Lisboa.

## Arruamentos[2][3]
- Rua Augusta
- Rua Áurea
- Rua da Conceição
- Rua da Vitória
- Rua do Arco do Bandeira
- Rua do Crucifixo
- Rua dos Sapateiros
- Rua Nova do Almada
- Rua Nova do Carmo
- Travessa da Vitória
- Travessa de Santa Justa